# Municipio de Pleasant (condado de Hanson)
El municipio de Pleasant (en inglés: Pleasant Township) es un municipio ubicado en el condado de Hanson en el estado estadounidense de Dakota del Sur. En el año 2010 tenía una población de 134 habitantes y una densidad poblacional de 1,45 personas por km².

## Geografía
El municipio de Pleasant se encuentra ubicado en las coordenadas 43°38′14″N 97°40′17″O / 43.63722, -97.67139. Según la Oficina del Censo de los Estados Unidos, el municipio tiene una superficie total de 92.15 km², de la cual 92,09 km² corresponden a tierra firme y (0,06 %) 0,05 km² es agua.

## Demografía
Según el censo de 2010, había 134 personas residiendo en el municipio de Pleasant. La densidad de población era de 1,45 hab./km². De los 134 habitantes, el municipio de Pleasant estaba compuesto por el 97,01 % blancos, el 0,75 % eran asiáticos y el 2,24 % eran de una mezcla de razas. Del total de la población el 0 % eran hispanos o latinos de cualquier raza.